# Alfonzo McKinnie
Alfonzo McKinnie Jr. (Chicago, Illinois, 17 de septiembre de 1992) es un baloncestista estadounidense que pertenece a la plantilla de los Kobe Storks de la B2.League de Japón. Con 2,01 metros de estatura, juega en la posición de alero.

## Trayectoria deportiva

### Universidad
Jugó dos temporadas con los Panthers de la Universidad de Illinois Oriental, en las que promedió 7,1 puntos y 5,4 rebotes por partido. Fue transferido en 2012 a los Phoenix de la Universidad de Green Bay, donde en su primera temporada solo disputó nueve partidos debido a una lesión de menisco que necesitó cirugía. Al año siguiente ya pudo disputar la temporada completa, promediando 8,0 puntos y 5,3 rebotes por partido.

### Profesional
Tras no ser elegido en el Draft de la NBA de 2015, fichó por el modesto East Side Pirates de la segunda división de Luxemburgo, donde fue el máxmo anotador, promediando más de 26 puntos por partido.
En mayo de 2016 fichó por los Rayos de Hermosillo del Circuito de Baloncesto de la Costa del Pacífico. en septiembre del mismo año pago 175 dólares para hacer una prueba con los Windy City Bulls de la NBA D-League, equipo que finalmente le contrató, disputando una temporada en la que promedió 14,9 puntos y 9,2 rebotes por partido.
El 9 de julio de 2017 firmó contrato con los Toronto Raptors de la NBA.
Para la temporada 18-19 Alfonzo firmó por Golden State Warriors. El 18 de octubre de 2019, los Warriors cortan a McKinnie.
El 21 de octubre de 2019, los Cleveland Cavaliers firman a McKinnie.
El 22 de noviembre de 2020, es traspasado junto a Jordan Bell, a Los Angeles Lakers a cambio de JaVale McGee. El 4 de agosto de 2021, fue cortado por los Lakers.
Tras comenzar la temporada 2021-22 con los Capitanes de Ciudad de México de NBA G League, el 10 de diciembre firmó contrato con los Chicago Bulls, que acabaron renovando hasta final de la temporada. Pero el 19 de febrero de 2022, tras 17 encuentros disputados, es cortado por los Bulls.
En noviembre de 2022 regresa a la disciplina de los Capitanes de Ciudad de México.
El 21 de septiembre de 2023 firmó con el Dinamo Banco di Sardegna Sassari de la Lega Basket Serie A italiana. Culminada la temporada regular y con su equipo fuera de los playoffs, McKinnie se unió al Busan KCC Egis como refuerzo extranjero para disputar la Basketball Champions League Asia en junio de 2024.
El 29 de julio de 2024 firmó con los Kobe Storks de la B2.League de Japón.

### Baloncesto 3x3
McKinnie integró la selección de baloncesto 3x3 de Estados Unidos que obtuvo el subcampeonato en la Copa Mundial de Baloncesto 3x3 de 2016. En esa ocasión participó también del torneo de mates, donde ganó la medalla de plata.
Asimismo compitió en la temporada 2016 del Tour Mundial de Baloncesto 3x3, jugando para el equipo Chicago. 

## Estadísticas de su carrera en la NBA

### Temporada regular
| Año     | Equipo       | PJ  | PT | MPP  | %TC  | %3P  | %TL  | RPP | APP | ROB | TPP | PPP |
| ------- | ------------ | --- | -- | ---- | ---- | ---- | ---- | --- | --- | --- | --- | --- |
| 2017-18 | Toronto      | 14  | 0  | 3.8  | .533 | .333 | .667 | .5  | .1  | .1  | .1  | 1.5 |
| 2018-19 | Golden State | 72  | 5  | 13.9 | .487 | .356 | .563 | 3.4 | .4  | .3  | .2  | 4.7 |
| 2019-20 | Cleveland    | 40  | 1  | 14.8 | .427 | .215 | .710 | 2.8 | .4  | .6  | .2  | 4.6 |
| 2020-21 | L.A. Lakers  | 39  | 0  | 6.6  | .516 | .410 | .556 | 1.4 | .2  | .2  | .0  | 3.1 |
| 2021-22 | Chicago      | 17  | 3  | 12.1 | .393 | .333 | .250 | 1.9 | .3  | .1  | .2  | 3.5 |
| Total   | Total        | 182 | 9  | 11.6 | .467 | .326 | .583 | 2.5 | .3  | .3  | .1  | 4.0 |

### Playoffs
| Año   | Equipo       | PJ | PT | MPP  | %TC  | %3P  | %TL  | RPP | APP | ROB | TPP | PPP |
| ----- | ------------ | -- | -- | ---- | ---- | ---- | ---- | --- | --- | --- | --- | --- |
| 2019  | Golden State | 22 | 1  | 10.7 | .441 | .313 | .400 | 2.3 | .2  | .1  | .0  | 3.0 |
| 2021  | L.A. Lakers  | 2  | 0  | 6.0  | .000 | .000 | —    | .5  | .0  | .0  | .0  | .0  |
| Total | Total        | 24 | 1  | 10.3 | .419 | .294 | .400 | 2.1 | .2  | .1  | .0  | 2.8 |